# Глорієтта Шенбрунна
Глорієтта (нім. Gloriette) — павільйон-колонада в стилі класицизму на вершині пагорба (на висоті 20 метрів) навпроти палацу Шенбрунн.
Павільйон побудований в 1775 році за розпорядженням Марії Терезії; архітектор — Фердинанд фон Хоенберг. Назва являє собою гру слів: французьке gloriette («альтанка», «Глорієтта») і glorieux («славний») — на честь австрійської перемоги під Коліном над армією прусського короля Фрідріха II.
Глорієтта складається з центральної частини у формі тріумфальної арки і бічних крил з напівкруглими арками. Колони й фрагменти арок запозичені у покинутого замку Максиміліана II (епоха Ренесансу) в південно-східній частині Відня. Зверху над центральною частиною напис: «JOSEPHO II. AUGUSTO ET MARIA THERESIA IMPERANTIB. MDCCLXXV» («Зведено в правління імператора Йосипа й імператриці Марії Терезії, 1775 рік»). Аттик павільйону вінчає зображення імперського орла.
Протягом XIX століття Глорієтту використовували в якості обіднього залу; поруч розташовувалася спеціально побудована кухня, з якої доставлялася свіжоприготована їжа. У 1945 році ліве крило Глорієтти було зруйновано бомбою, проте незабаром після війни його відновили. Масштабна реставрація також була проведена в 1994-95 роках. Зараз в павільйоні знаходиться кафе, а з вершини пагорба відкривається прекрасний вид на палац і парк.